# Očitý svědek
Očitý svědek (v anglickém originále Eyewitness) je americký filmový thriller z roku 1981. Režisérem filmu je Peter Yates. Hlavní role ve filmu ztvárnili William Hurt, Sigourney Weaver, Christopher Plummer, James Woods a Steven Hill.

## Obsazení
| William Hurt        | Daryll Deever |
| Sigourney Weaver    | Tony Sokolow  |
| Christopher Plummer | Joseph        |
| James Woods         | Aldo          |
| Steven Hill         | Jacobs        |
| Morgan Freeman      | Black         |
| Pamela Reed         | Linda         |
| Irene Worth         | paní Sokolow  |